# Señorío de Tlaxcala (Huey Altepetl Tlaxcallān)
El Señorío de Tlaxcala (del náhuatl: Tollan Tlaxkallan), actual ciudad de Tlaxcala, fue fundada por los teochichimecas que –según la Historia Tolteca-Chichimeca– tienen su origen en los texcalteca que fueron parte de las siete tribus nahuatlacas que salieron del mítico Chicomóztoc, estaba conformado por cuatro barrios: Tepeticpac, Ocotelulco, Tizatlan y Quiahuixtlan.
El primer señorío fue fundado en el año 1331 D.C. en la sierra de Tepeticpac teniendo como señor y fundador a Culhuatecuhtli. Su prosperidad despertó la envidia de pueblos vecinos como los huejotzincas, cholultecas e imperio azteca quienes los cercaron e impidieron comerciar con los pueblos de la costa, esto los privó de la sal, cacao, oro y plumas; aun así, la confederación fue capaz de valerse por sí misma y defender su independencia ante la política militarista y expansionista del Imperio mexica.
En 1517, una presunta derrota de los mexicas en contra de su enemigo y objetivo perdurable de conquista, Tlaxcala, terminó las relaciones de guerras ritualizadas detonando una guerra total, esta enemistad le costaría a Tenochtitlan su derrota.
El 13 de agosto de 1521 los capitanes y guerreros de los cuatro barrios junto a sus aliados españoles combatieron y lograron la caída de la capital del imperio azteca. Pocos días después de la caída de Tenochtitlan Hernán Cortés entregó, en Coyoacán, el estandarte de la Virgen María al capitán tlaxcalteca Acxotécatl Cocomitzin como reconocimiento a los servicios prestados a la Corona, la imagen se conocería más tarde como La Conquistadora o Santa María Conquistadora.

## Toponimia
La palabra tlaxcala se deriva de la raíz primitiva Texkallan proveniente de los vocablos Texkalli, que quiere decir peñasco, y de la terminación -tlan = lugar, que juntas significan Lugar entre Peñascos. Posteriormente, por modificación fonética se le nombra Tlaxkallan, que significa Lugar de tortillas, derivada de la terminación de origen náhuatl tlaxkalli, que quiere decir tortilla, se elude la sílaba final -li por la locativa plural -tlan, formándose el vocal Tlaxkallan, donde la ll forma parte de dos sílabas distintas, tlaxkal-lan significando lugar de tortillas.

## Orígenes

### Peregrinación de las tribus teochichimecas

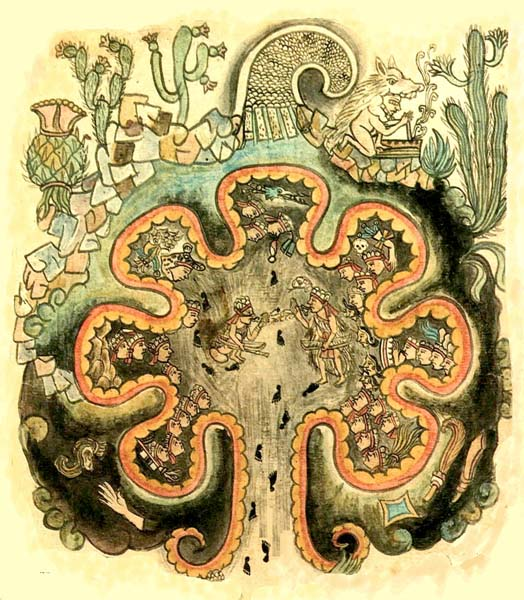
Tribus nahuas de Chicomóztoc: Cuauhtinchantlaca, Totomiuaque, Acolchichimeca, Tzauhcteca, Zacateca, Malpantlaca y Texcalteca.
Manuscrito Historia Tolteca-Chichimeca (1547-1560)

En el año 820 D. C. comenzó el éxodo progresivo de Chicomóztoc de las tribus chichimecas Xochimilca, Tlahuica, Acolhua, Tlaxcalan, Tepaneca, Chalca, y Mexica; por orden divina debían emerger de las cuevas hacia luz, explorar el mundo exterior, caminar sobre la tierra , buscar sitios ricos en agua que permitieran la agricultura y establecer ciudades en donde se asentaran las tribus y honores a los dioses.
Por guía divina, las tribus se establecieron eventualmente en el valle de México donde fundaron ciudades además de establecer sus territorios.
Los teochichimecas nómadas y cazadores cruzaron por desiertos, serranías y ásperas montañas hasta que se asentaron temporalmente en Quauhtitlán, continuaron hacia Tetzcoco donde el emperador Tlotzin Pochotl les concedió tierras en los llanos de Poyauhtlán, después de mucho tiempo hubo una guerra sangrienta con sus vecinos acolhuaques y tepanecas por invadir territorios no donados. Después de la batalla los teochichimecas decidieron partir ya que su dios Camaxtle les dijo: 

que levantasen el real y partiesen a otras tierras donde habían de permanecer y establecer su nombre; porque el lugar que habían poseído hasta entonces no era el propio de su asiento... seguir adelante su aventura y señorío

Guiados por su dios Camaxtle, y por Chimalquixintecuhtli, llegaron años más tarde a la sierra de Tepeticpac donde encontraron una ciudad fundada por los Olmecas y Xicalanas, combatieron con los moradores y después de ganar la batalla se establecieron dedicándose a cultivar el terreno fértil y rico en cosechas de maíz, esta prosperidad dio origen al nombre de Tlaxcallan (tierra de pan) y sus pobladores se conocerían como tlaxcalteca.

### Nobleza
En 1272, Tlotzin Pochotl, emperador de Tezcoco, le otorgó a su primogénito Quinatzin el trono del reino, mientras que, a su cuarto hijo llamado Xiuhquetzaltzin le concedió el señorío de Tlaxcallan. Xiuhquetzaltzin fue nombrado posteriormente como Culhua Tecuhtli Quanex cuya sucesión permaneció después del primer señorío entre los cuatro señores de la república. El emperador de Tetzcoco, Quinatzin, desterró a sus hijos y los mandó a Tlaxcallan ordenando a Culhua Tecuhtli Quanex repartirles tierras y darles sitios que se fueran poblando.

## Fundación del reino y provincia

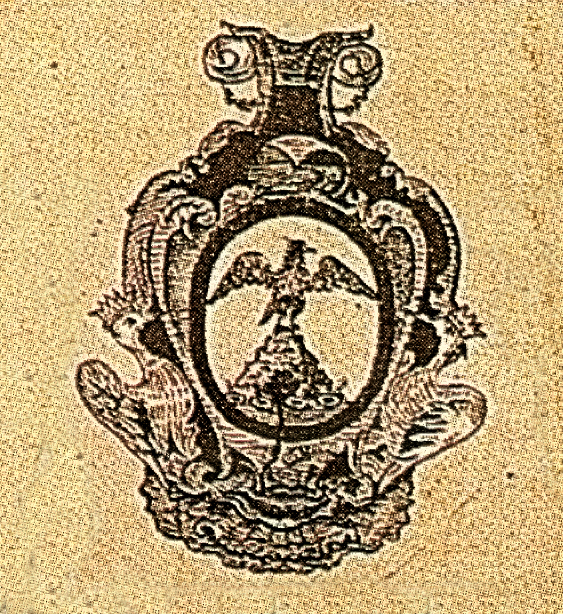
Durante los siglos XIV y XV Tlaxcallan se posicionó como unos de los pueblos más importantes de Mesoamérica; gracias al trueque y tributos de los pueblos sometidos, el señorío de Tlaxcala tenía acceso al cacao, cera, textiles, pigmentos, oro, piedras preciosas, pieles finas y plumas de aves exóticas.

Después de salir victoriosos de la sangrienta batalla en Poyauhtlán, a pesar de tener inferioridad numérica, los chichimecas arribaron a los valles de la sierra de Tepeticpac donde combatieron por 120 días con los Olmeca - Xicalanca, nuevamente victoriosos, divisaron sobre un cerro un águila volando, ésta era la señal divina que cumplía con la profecía "... un águila caudal señalará el lugar de la capital...". Después de un tiempo, los Huexotzingos y otros pueblos, enterados de la valentía y fuerza de los teochichimecas reunieron un numeroso ejército para expulsarlos y evitar que fueran una amenaza para sus naciones. Los teochichimecas tuvieron que replegarse para posteriormente derrotar a los Huexotzingos con la ayuda de los Tezcocanos.
Posterior a la sangrienta batalla de Poyauhtlán, el señor y rey de Tlaxcallan, Culhua Tecuhtli Quanex, permitió que los expulsados se asentaran en las poblaciones de sus antiguos vasallos que se extendían por toda la tierra. La prosperidad de la cabecera de Tepeticpac se aceleró por la llegada de mucha gente ilustre y principal; en todas las nuevas poblaciones existían jefes o gobernadores quienes habían sido capitanes y guías de los recién llegados pobladores, éstos los reconocieron como jefes y se integraron a sus cuerpos. Las poblaciones al mando de los capitanes estaban en terreno realengo, antiguas poblaciones o en terrenos donde el señor hizo merced a otros señores principales. Culhua Tecuhtli Quanex ostentaba el reconocimiento supremo como señor y monarca, era quien mandaba dando órdenes de buen gobierno y administración de justicia.

## Expansión militarista

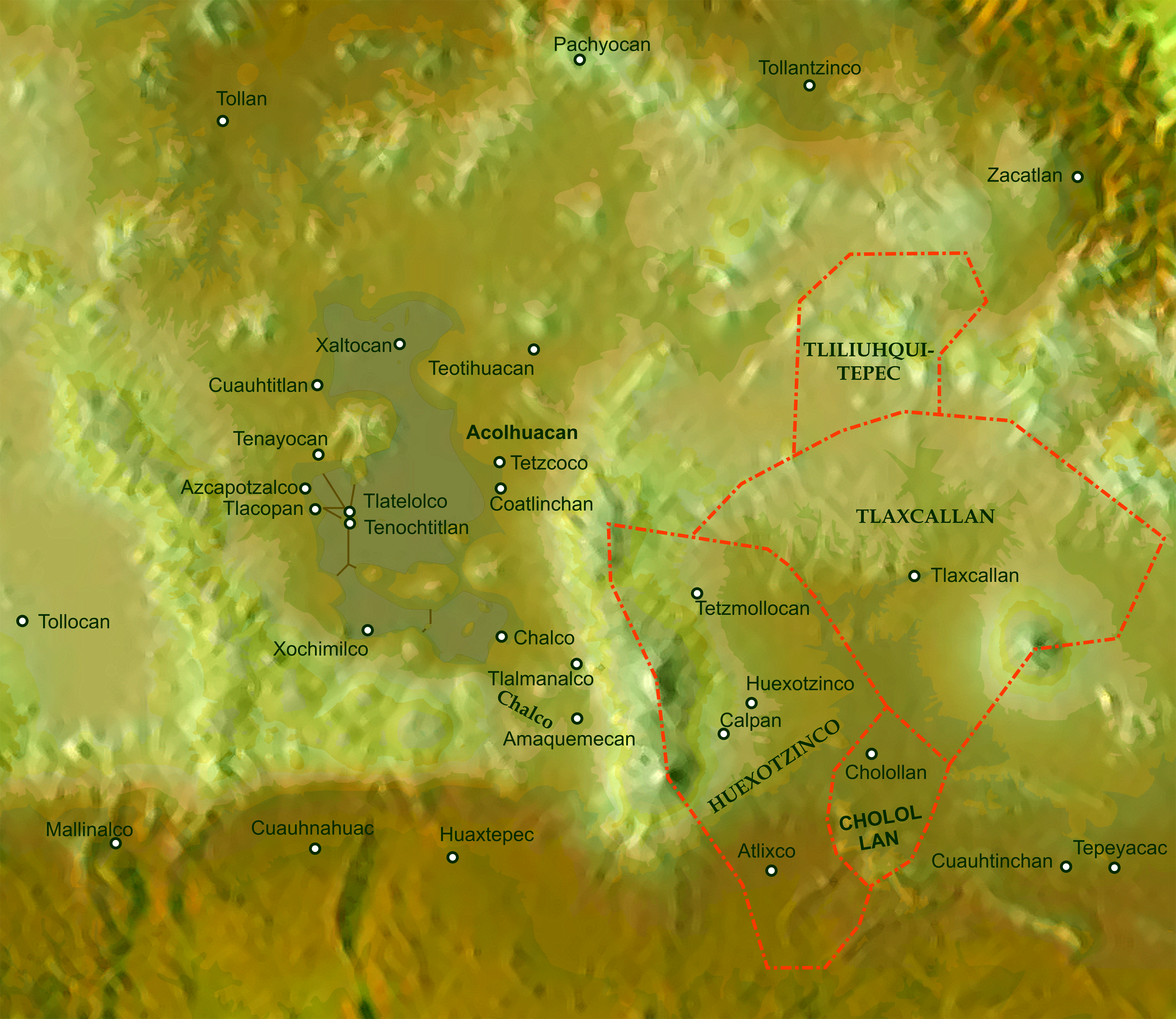
La ciudad capital de Tlaxcallan dio el nombre a toda la célebre república. Esta ciudad lideraba la confederación de unos 20 señoríos quienes la tributaban y atendían en lo que se les requiriera

La nobleza estaba conformada por rangos sociales encabezados por el linaje real descendiente de un Tlatoani, debajo de ellos estaban los tecuhtli, merecedores del título de señor por los servicios prestados a su altépetl, el último rango de nobleza eran los pipillin, estaban emparentados con los tecuhtli y tenían derecho a poseer parcelas del latifundio familiar.
Por medio de la fuerza militar un Tecuhtli o jefe tribal fundaba un Tecalli definiendo sus relaciones de reconocimiento tributario de acuerdo a su rango. Las relaciones con un Tecuhtli terminaban hasta su muerte y eran heredadas a sus descendientes por cinco generaciones. El carácter militar de Tlaxcallan resaltaba en el establecimiento de guarniciones con poblados de la etnia otomí.

## Barrios
Durante los siglos XIV y XV Tlaxcallan se posicionó como unos de los pueblos más importantes de Mesoamérica, su prosperidad comercial abarcaba desde la costa del golfo hasta la península de Yucatán e incluso Honduras. Gracias al trueque, y tributos por parte de los pueblos sometidos, el señorío de Tlaxcala tenía acceso al cacao, cera, textiles, pigmentos, oro, piedras preciosas, pieles finas y plumas de aves exóticas. La prosperidad de Tlaxcallan estaba amenazada por los constantes ataques del poderoso señorío de Huexotzinco en alianza con los señoríos del valle de México. Para ser capaz de dar frente a las amenazas externas, Tlaxcallan estableció una alianza por medio de una confederación que reunía a los cuatro principales señoríos.

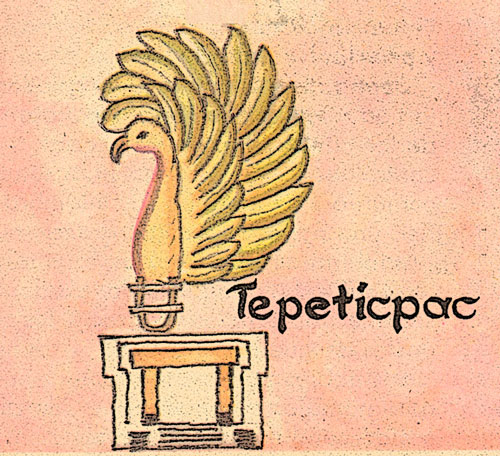
Jeroglífico de Tepeticpac
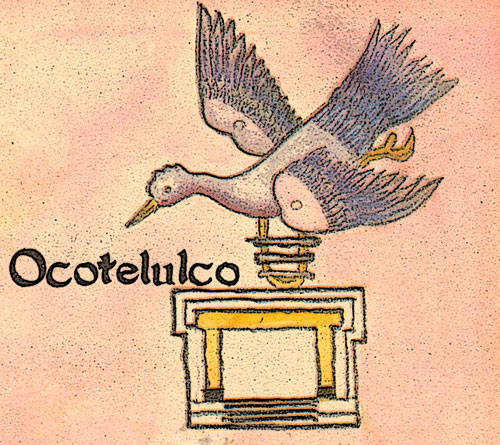
Jeroglífico de Ocotelulco
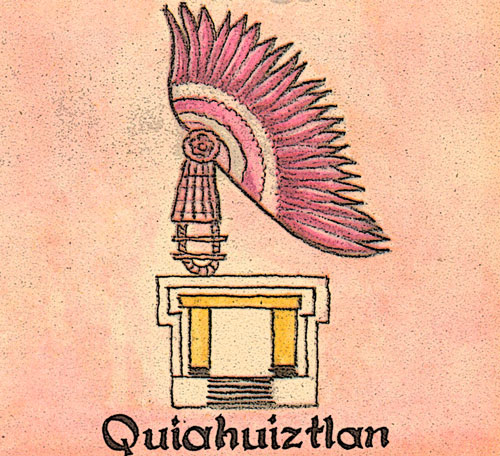
Jeroglífico de Quiahuiztlan
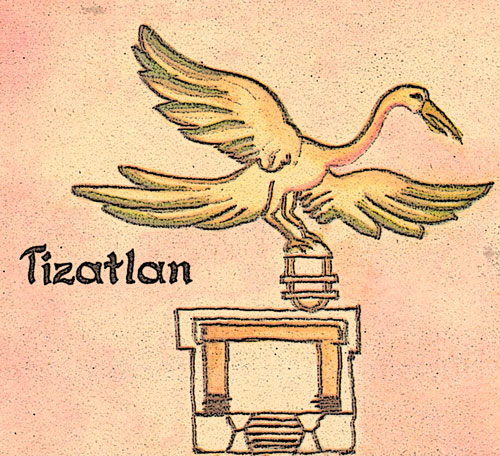
Jeroglífico de Tizatlan

El 30 de mayo de 1521 los guerreros y generales de los cuatro barrios combatieron y lograron su ansiada venganza en contra de Tenochtitlan, los guerreros de los barrios de Ocotelulco y Quiahuiztlan fueron los primeros en darles frente al poderoso ejército azteca, en el asalto final se incorporaron otros 20 mil guerreros tlaxcaltecas.

Tlaxcallan quiere decir pan cocido o casa de pan, porque se coge allí más centli que por los alrededores. De la ciudad se nombra la provincia, o al revés. Dicen que primero se nombró Texcallan, que quiere decir casa de barranco: es grandísimo pueblo; está a orillas de un río que nace en Atlancatepec y que riega mucha parte de aquella provincia, y después entra en el Mar del Sur por Zacatullan.

Tiene cuatro barrios, que se llaman Tepeticpac, Ocotelulco, Tizatán, Quiyahuiztlán. El primero está en un cerro alto, y lejos del río más de media legua; y porque está en sierra se dice Tepeticpac, que es Somosierra; el cual fue la primera población que allí hubo, y fue en alto a causa de las guerras. El otro está aquella ladera abajo hasta el río; y porque allí había pinos cuando se pobló, lo llamaron Ocotelulco, que es pinar. Era la mejor y más poblada parte de la ciudad; en donde estaba la plaza mayor, en que hacían su mercado que llaman tianquiztli, y donde tiene sus casas Maxixcacín. El río arriba en lo llano estaba otra puebla, que dicen Tizatlán por haber allí mucho yeso, en la cual residía Xicotencatl, capitán general de la república. El otro barrio está también en llano, mas río abajo, que por ser aguazal se dijo Quiayahuiztlán. Después que españoles la tienen, se ha desvuelto casi toda y hecha de nuevo, y con muy mejores calles y casas de piedra, y en llano a par de río.

Es república como Venecia que gobiernan los nobles y ricos. Mas no hay uno solo que mande, porque huyen de ello como la tiranía. En la guerra hay, según arriba dije, cuatro capitanes o coroneles, uno por cada barrio de aquellos cuatro; de los cuales sacan el general. Otros señores hay que también son capitanes, pero de menor cuantía.

### Tepeticpac ("en la cima del cerro” o "lugar de texcales")
Señorío original de la gran ciudad, al estar enclavado en los cerros era la fortaleza en donde se refugiaban los señores en caso de un ataque. Su prosperidad fue en aumento gracias a las actividades agrícolas.

### Ocotelulco (en el lugar de las bolitas de ocote/ en el barrio del pino)

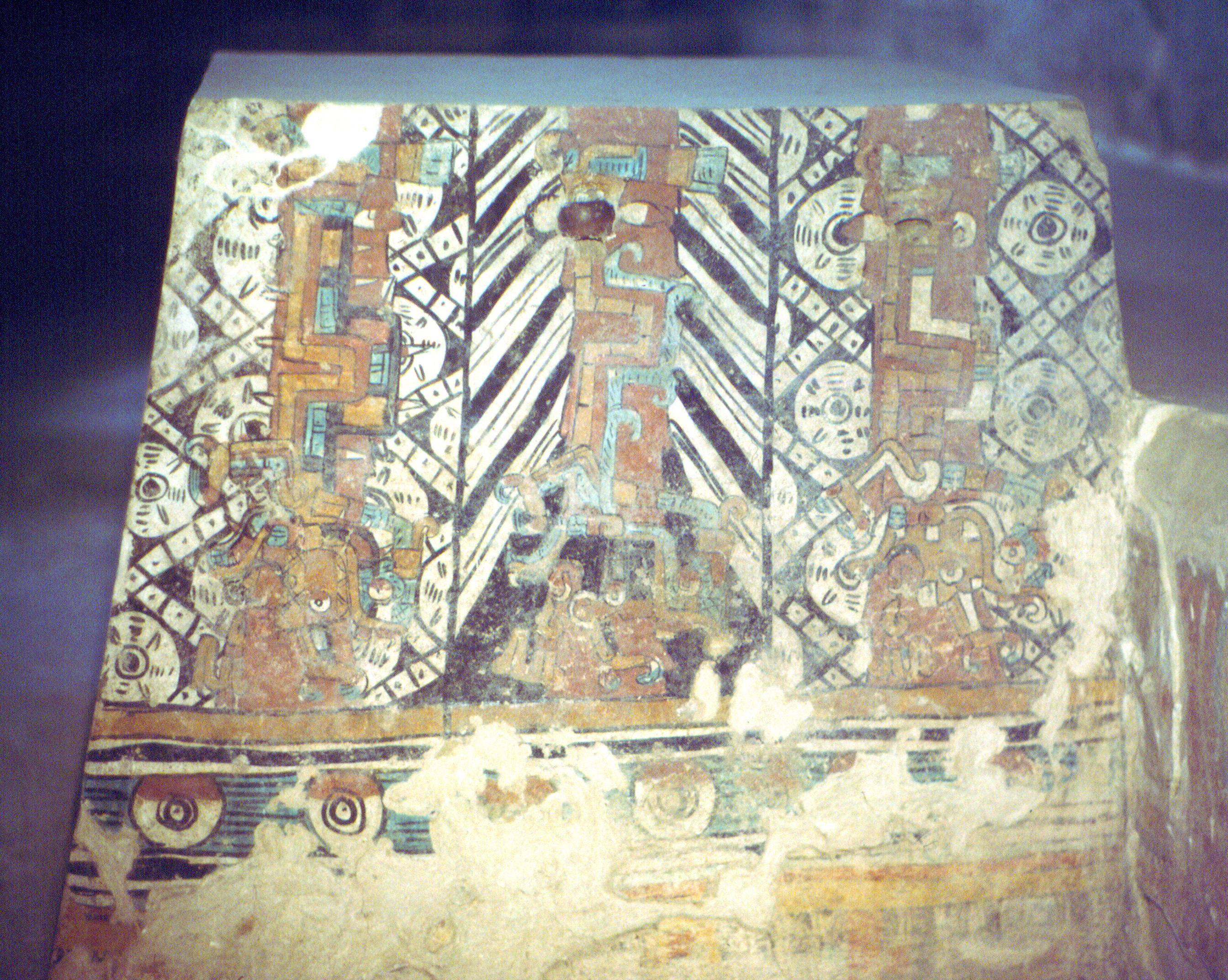
Altar dedicado a Tezcatlipoca en Ocotelulco

Fue el segundo señorío en ser fundado teniendo como señor a Teyohulmiqui, gracias al tianguis o mercado era el barrio central y motor económico de la ciudad. Tenía grandes palacios como la alhóndiga donde se administraban los tributos, el templo de Camaxtli o el recinto donde confederaban los tlahtoques para discutir cuestiones bélicas; además, tenía una gran extensión territorial y una gran cantidad de habitantes. En el tianguis se realizaban operaciones de trueque con mercancías provenientes de la región de la tierra caliente como Cempoala, los Tuxtlas, Coatzacoalcos y Tabasco que proveían productos como el cacao, algodón, ropa, miel, cera, o plumerías de aves que eran intercambiadas por oro, escudos, gargantillas de hueso, pieles o cerámica.Los pochteca eran los mercaderes y llevaban el título de Tianquiztlatoatzin  "señor del mercado" ya que frente a sus casas se realizaba el mercado quienes estaban adscritos al teccalli del señor del barrio.
Ocotelulco Estaba compuesto por 36 pueblos integrados en tequitl: Cuitlixco, Tecpan, Apayanco, Tlamaohco, Chimalpan y Contlanzinco sumando alrededor de 10 518 habitantes, 96% macehualtin y 14% pipiltin.
El historiador Diego Muñoz Camargo hizo una descripción del escudo de esta barrio: "una garza o pájaro verde llamado Quetzaltototl, sobre un peñasco, que es una ave de plumas verdes muy preciadas, tiene el pico de oro y en los encuentros de las alas dos patenas redondas de oro y sobre la cola otra (patena)."

### Quiahuixtlan

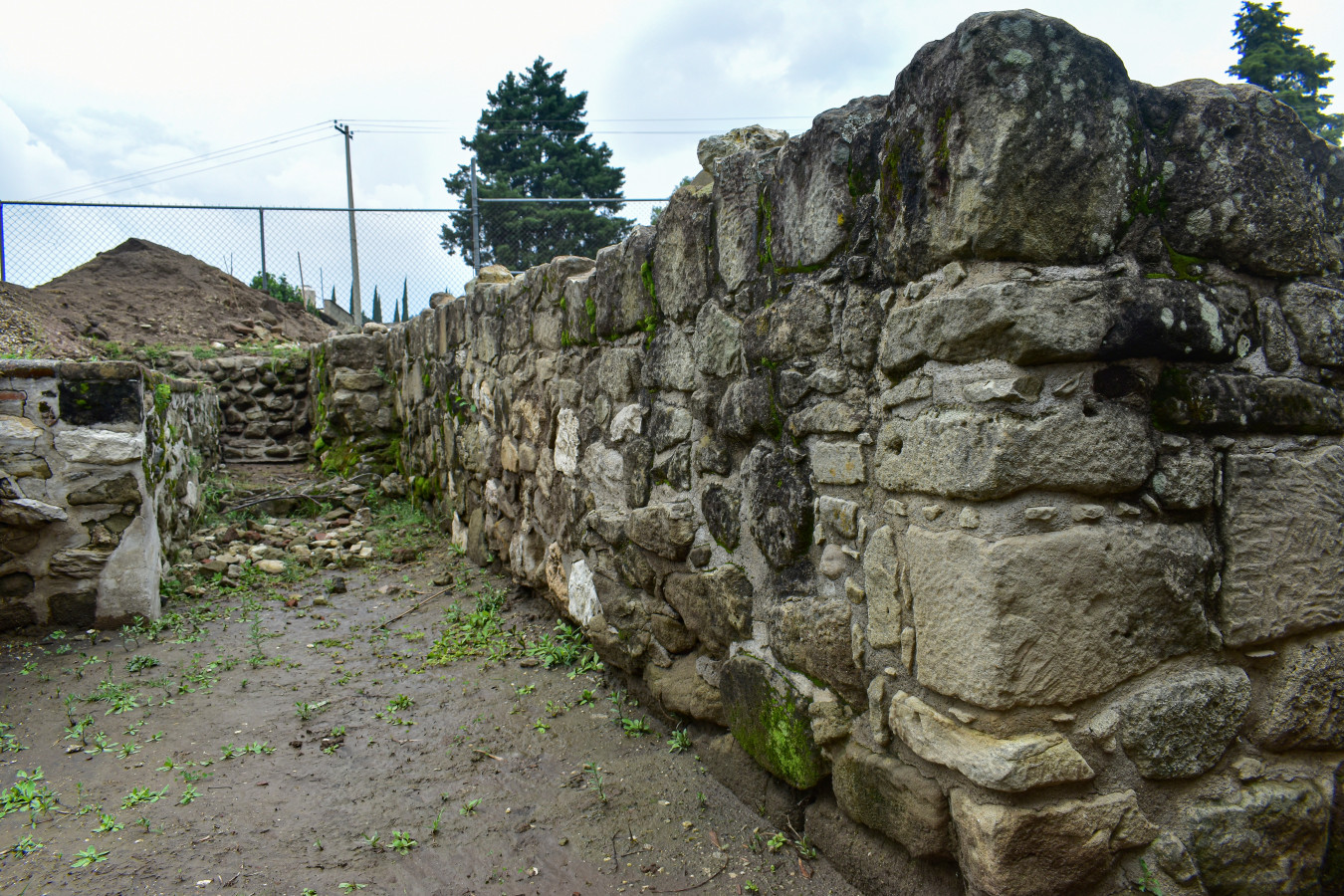
Parte de la pared en Tizatlán

Barrio de artesanos.

### Tizatlan
Era el corazón del poder político y religioso con templos y palacios para los generales jefes y sacerdotes.

## Religión

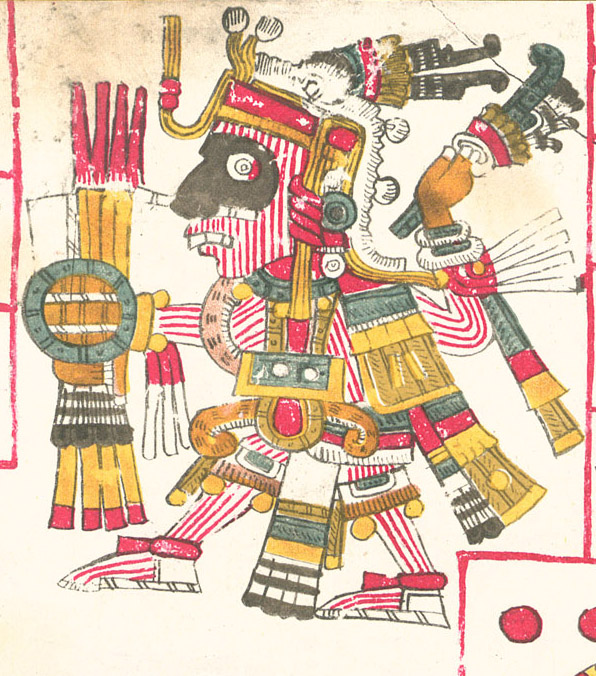
Camaxtle fue el Dios principal de los tlaxcaltecas

Los Teochichimecas estuvieron peregrinando por desiertos, serranías y grandes montañas hasta que se asentaron por largo tiempo en Poyauhtlán, su Dios Camaxtle les hablaba para indicarles "que lugares de poblar y permanecer". Después de una guerra con sus vecinos acolhuaques y tepanecas los teochichimecas decidieron emigrar pero

no se atrevían [a hacerlo] hasta consultar a su Dios, para que ... [éste] los ayudase y dijese su voluntad ... [Camaxtle] les habló diciendo, que levantansen el real y partiesen a otras tierras donde habían de permanecer y establecer su nombre; porque el lugar que habían poseido hasta entonces no era el propio de su asiento...[les dijo] oncantonaz . oncantlahuiz, ocanyazque, ayamonican; que quiere decir  Adelante han de pasar,  que aun no es aquí adonde ha de amanecer  y salir el sol; queriéndoles decir con esto que estaba adelante su aventura y señorío.

Los teochichimecas fueron guiados por los tescocanos hasta que divisaron a lo alto de la sierra de Tlalocan grandes e inmensas tierras, regresaron y le preguntaron a su Dios Camaxtle si esa era la tierra prometida, al recibir una respuesta afirmativa hicieron grandes fiestas y ceremonias a nombre de su dios. Chimalquixintecuhtli guio a un grupo hasta llegaron al lugar prometido por su d
Dios pero estaba habitado por ulmecas y zacatecas a quienes tuvieron que desterrar. Este lugar sería llamado Tepeticpac.
A inicio del mes tititl en la ciudad de Tlaxcallan se realizaban fiestas en honor a su dios Camaxtle donde sólo se comía un "pan" acedo xocotamalli y se bebía maíz morado. Se organizaban combates entre jóvenes del templo golpeándose con pelotas de espadañas. Al amanecer hacían sonar una bocina para que los pobladores fueran al templo y los cazadores llevaran sus armas de caza, una vez reunidos los pobladores partían con su ídolo en procesión a la sierra  hasta llegar a la cumbre donde había un altar para colocar a Camaxtle, los cazadores salían de cacería con el fin de arrejuntar animales silvestres en el altar y sacrificarlos en honor de su dios. Al terminar los sacrificios los pobladores regresaban a la ciudad con su Dios y una gran carga de animales que los cazadores cocinaban para todo el pueblo, también había representaciones y bailes delante de Camaxtle.
El Teuxituitl era el sacerdote de mayor edad quien exhortaba a los sacerdotes religiosos a realizar el ayuno y penitencia que se debía guardar durante las ceremonias. Los sacerdotes oraban en camino a la sierra  mientras que el viejo sacerdote subía hasta el templo de la d
Diosa Matlalcueye para rogar fuerza en el ayuno y acabarlo con salud.
El templo de Camaxtle estaba en el barrio de Ocotelolco  formado por cien gradas de alto de forma piramidal, por dentro estaba tapizado con mantas, joyas, plumas y aderezos de lujo. El Dios era de madera representando a un hombre de cabellera larga con frente y ojos negros con nariz atrevesada por una piedra transparente, sus sienes estaban ceñidas por una corona de plumas,  portaba brazaletes con flechas, debajo del brazo llevaba tiras de piel de conejo, en la mano derecha llevaba una canasta y en izquierda flecha y arco, tenía su taparrabo y sandalias con todo el cuerpo pintado con rayas blancas.
En el templo diversos pobladores como los artesanos y sacerdotes hacían penitencia cortándose la lengua con navajas de obsidiana. Los sacerdotes ayunaban 80 días y se perforaban la lengua con pequeños palitos que iban retirando para poder dar la señal al pueblo que al ayuno había de comenzar. Para los sacerdotes el ayuno continuaba otros 80 días  donde volvían a traspasar sus lenguas con palitos que llevaban a su dios junto con sahumerios y pájaros sacrificados.
Días antes de la fiesta era limpiado y encalado, los sacerdotes pintaban su cuerpo de color negro, rojo, blanco, azul, verde y amarillo para realizar bailables en honor a su Dios. En la vigilia de la fiesta adornaban a su dios y a media noche un sacerdote sacrificaba a un esclavo llamado "hijo del sol". Después daban muerte a presos de guerra para que los sacerdotes y dueños de los presos comieran su carne con chile.

## Cultura y Sociedad
Los tlaxcaltecas, mexicas y pueblos del altiplano compartían la lengua, costumbres, sistema calendárico, la política y la organización social. En Tlaxcallan existían grupos sociales llamados pipiltin o nobles y la gente común o macehualtin. Estos grupos se diferenciaban según el lugar que ocupaban dentro de los medios de producción, organización social del trabajo o sistema institucional. Entre los pipiltin estaban el tlatoani, teuctli, pilli y el teixhuiuh. Entre los macehualtin estaban los tlalmaitl, teccaleque y tlacotin. Los tlatoque eran quienes dirigían las cabeceras.
Hacia 1418-1440 la amistad entre Tlaxcallan y la triple alianza era buena pero en especial con el reino de Tezcoco, hacia 1428 Nezahualcóyotl  se refugió en Tlaxcallan ya que los tepanecas sitiaron la ciudad de Texcoco durante 30 días. En 1472 murió Nezahualcóyotl  y la amistad entre Tezcoco y Tlaxcallan terminó. En 1473 Tlatelolco pide apoyo a Tlaxcallan en contra de Tenochtitlan pero Tlaxcallan se lo niega.  Los mexica-tenochca sometieron a los mexica-tlaltelolca quienes entraron en guerra con los señoríos del valle de puebla-tlaxcala para poder satisfacer los bienes exigidos por los mexica-tenochca. 
Entre 1502 y 1520 hubo una guerra entre Tlaxcallan y Huexotzingo quien pide ayuda a Tenochtitlan  pero después se pelean, así que para 1520 Huexotzingo había sido derrotado por mexicas y tlaxcaltecas.

## Enemistad con Tenochtitlan y Aliados
Hacia 1440 el huey tlatoani, Moctezuma Ilhuicamina, siguió con la política expansionista de la Triple Alianza afianzando el control de su imperio en pueblos y ciudades vecinas además de buscar controlar los pueblos que estuvieran sobre la ruta comercial hacia la costa del golfo donde existían productos nativos atractivos. Por otro lado, su contraparte, el señorío de Tlaxcala, también tenía interés sobre esa zona y emprendió estrategias en contra de los comerciantes de la Tripe Alianza originando un nuevo conflicto entre las ciudades de Tenochtitlan y Tlaxcallan.
En el siglo XVI existían dos ciudades hegemónicas en el valle central de Mesoamérica, ellas eran Tenochtitlan en el valle de México y la capital de la confederación de Tlaxcala, Tlaxcallan, en el valle Poblano-Tlaxcalteca. Hacia la segunda década del siglo XVI estas dos ciudades habían establecido un estado de guerra por los constantes conflictos.

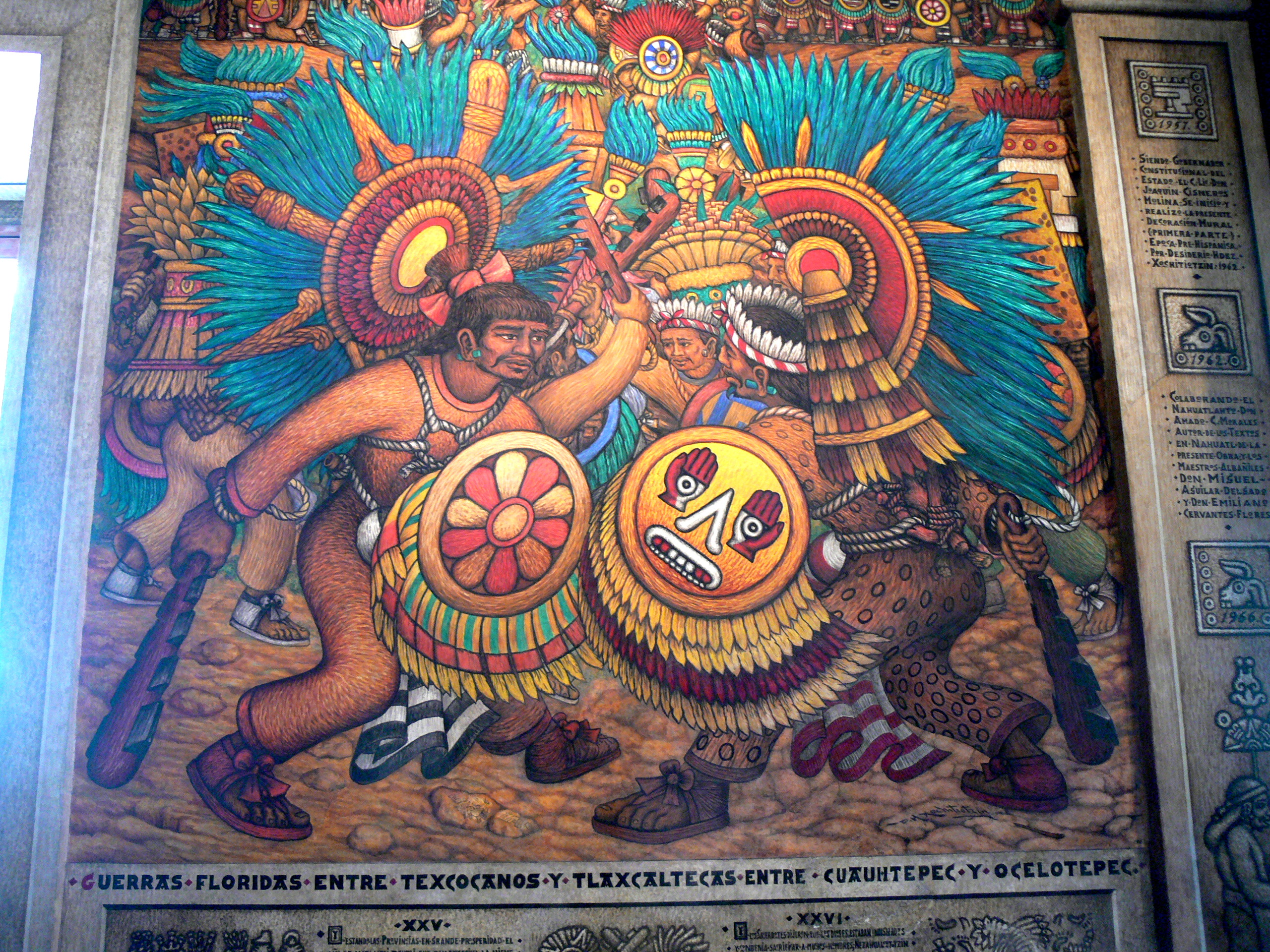
Uno de los conflictos más conocidos entre las ciudades de Tenochtitlan y Tlaxcallan, quienes disputaban la hegemonía del denominado imperio azteca, eran las guerras floridas.

### Defensa de la Independencia
En el año de 1504 Moctheuzoma convenció a Huexotzinco y Cholollan para que se confederaran e invadieran Tlaxcallan, lograron llegar a una legua de la ciudad pero en este punto les dio frente Tizatlacatzin, persona principal del barrio de Ocotelolco, con una fuerza guerrera menor a la invasora. El ejército tlaxcalteca fue alertado y los invasores tuvieron que huir llevándose todo lo que pudieron, los guerreros tlaxcaltecas contraatacaron a los chololtecas y huexotzincas hasta arrinconarlos en las montañas por lo que pidieron socorro a Moctheuzoma. El ejército tlaxcalteca combatió con el ejército mexica dando muerte a su general y varios principales de la nobleza azteca, los tlaxcaltecas ganaron la batalla y se devolvieron hacia los Cholollan y Huexotzinco causando grandes estragos.
Moctheuzoma decidió vengar la derrota y la destrucción de las ciudades de sus aliados chololtecas y huexotzincas ordenando a todas las provincias limítrofes con Tlaxcallan destruirla. Estos pueblos no pudieron superar las guarniciones tlaxcaltecas conformadas por otomies,totonacas, chalcas u otoncas y fueron rechazados. La victoria de Tlaxcallan fue una gran vergüenza moral y física para el imperio azteca.

...Determinado estoy de que todo el poder mexicano vaya contra los tlaxcaltecas; porque nos tienen grandemente ofendidos y enojados con los atrevimientos tan grandes que han tenido; y ya que hasta ahora los han dejado de destruir nuestros antepasados, por tenerlos enjaulados como codornices, para hacer sacrificio de ellos y para que el ejercicio militar de la guerra no se olvide y porque tuviesen en que ejercitarse los hijos de los señores mexicanos, empero ahora que han muerto a Tlacahuepantzin con atroz atrevimiento, es mi voluntad de destruir a Tlaxcallan y asolarla, porque no conviene que  haya más de una sola voluntad, un solo mundo y un absoluto poder, y estando Tlaxcalla por conquistar, no me tengo por señor universal del mundo...

El último Moctheuzoma pretendió exigir tributo a Tlaxcallan pero colmando de dignidad y energía el senado tlaxcalteca respondió:

...Tlaxcala no os debe vasallaje, ni desde que salieron sus mayores de las siete cuevas han reconocido con tributo, ni pecho á ningún príncipe del mundo, porque siempre han conservado su libertad, y como no acostumbrados á pagarlo, jamás os querrán obeceder, morirán antes que tal suceda. Entendemos que eso que les pedís procurarán pediros á vosotros, y sobre ello derramarán mas sangre que la que hicieron correr en la batalla de Poyauhtlan, pues los actuales tlaxcaltecas descienden de aquellos...

### Guerreros

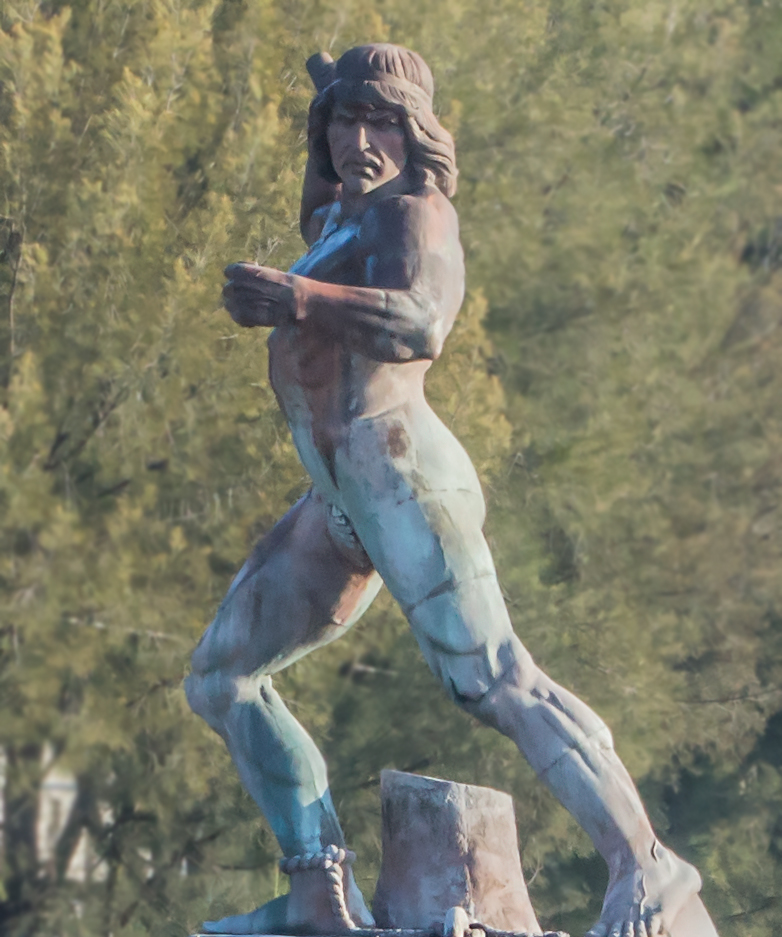
Tlahuicole fue un guerrero de origen otomí quien combatió bajo el estandarte de Tizatlan

### Guerras Floridas
Durante el reinado de Moctezuma Ilhuicamina fueron instituidas las guerras floridas que eran un tipo de pacto entre los integrantes del Imperio azteca y el Señorío de Tlaxcala (Huey Altépetl Tlaxcallān), las guerras eran luchas entre guerreros donde el perdedor se convertía en víctima de sacrificio en honor a los dioses del pueblo vencedor lo que ocasionó un odio profundo entre estas dos naciones. En 1504 el penúltimo tlatoani mexica, Moctezuma Xocoyotzin, decidió acabar con Tlaxcallan haciéndoles la guerra y se dio por terminada la etapa de las "guerras floridas", para 1519 la única relación entre estos dos pueblos fue la de la guerra. El Imperio azteca tenía como objetivo frenar el crecimiento de Tlaxcallan porque era una ciudad políticamente y militarmente fuerte, además que, su ubicación geográfica entorpecía el desarrollo económico de Tenochtitlan ya que Tlaxcallan tenía la hegemonía política de la región de Puebla-Tlaxcala desde el año de 1450.

## Conquistadores españoles

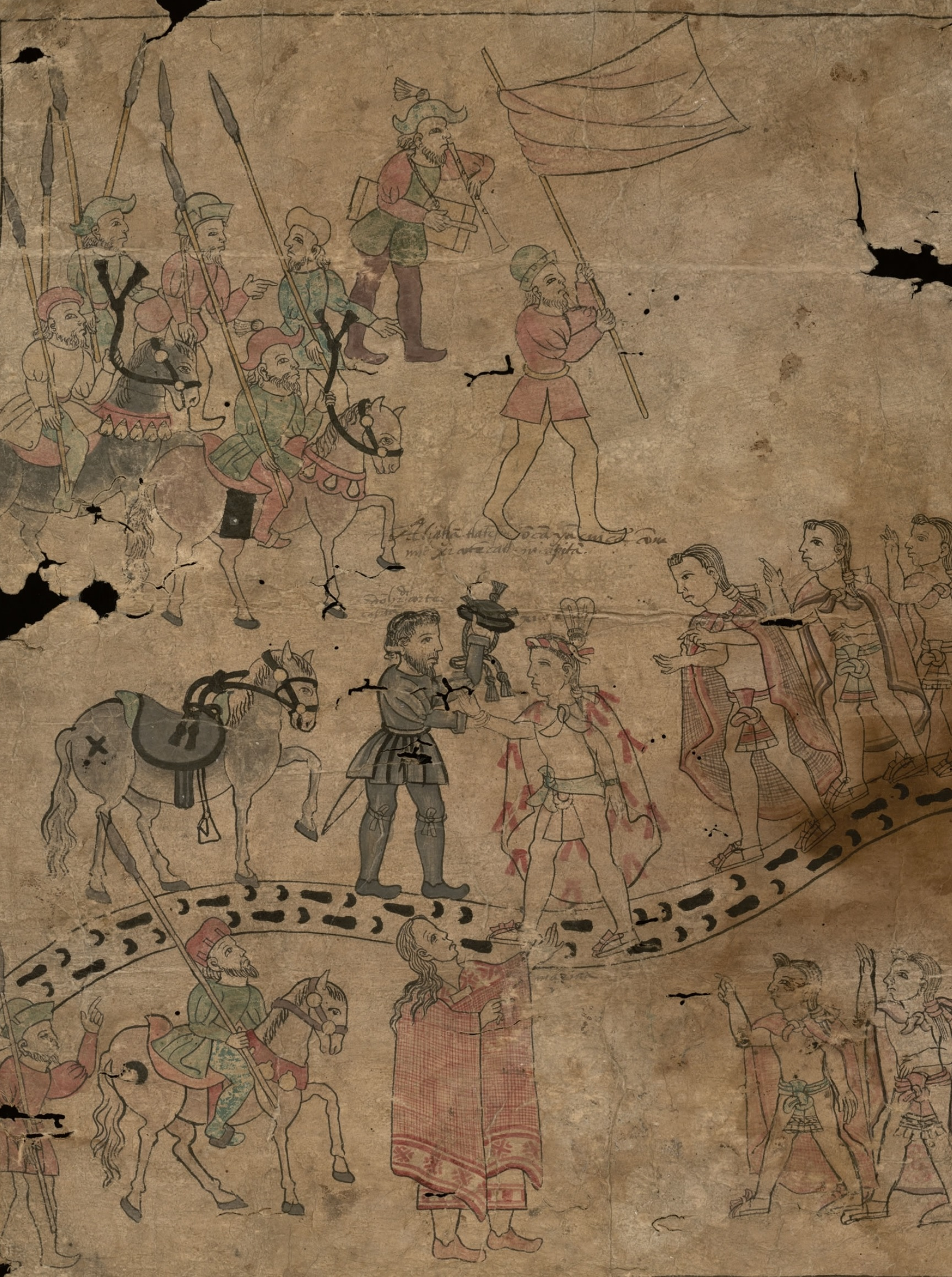
Seis meses después del desembarco en la costa del golfo de México Cortés entró a la ciudad de Tlaxcala

### Batalla
Vinieron, pues, estos cuatro capitanes con todo su ejército, que cubría el campo, a ponerse cerca de los españoles, con un gran barranco en medio solamente, al otro día siguiente, como prometieron, y antes de que amaneciese. Era gente muy lucida y bien armada, como ellos acostumbran, aunque venían pintados con achiote y jagua, que mirados al gesto parecían demonios. Llevaban grandes penachos, y campeaban a maravilla; traían hondas, varas, lanzas, espadas, que aquí llaman bisarmas; arcos y flechas sin hierbas; llevaban asimismo cascos, brazalates y grebas de madera, pero doradas o cubiertas de pluma o cuero. Las corazas eran de algodón, las rodelas y broqueles muy bien adornados, y no poco fuertes, pues eran de palo y cuero recio, y con latón y pluma; las espadas, de palo y pedernal engastado en él, que cortan bien y hacen mala herida. El campo estaba repartido por sus escuadrones, y cada uno de ellos con muchas bocinas, caracolas y atabales, que sin duda era digno de mirar, y nunca españoles vieron junto mejor ni mayor ejército en indias desde que las descubrieron.

### Alianza con los españoles
... A todas estas cosas estaban muchos de Huexocinco que habían sido en la guerra con los nuestros. Iban y venían a su ciudad, que asimismo es república, a la manera de Tlaxcallan, y tan amiga y unida con ella, que son una misma cosa para contra Moteczuma, que los tenía opresos también, y para las carnicerías de sus templos de México; y diéronse a Cortés para el servicio y vasallaje del emperador...

...Repártese Tlaxcallan en cuatro cuarteles o apellidos, que son Tepeticpac, Ocotelulco, Tizatlán, Cuyahuiztlán, que es como decir en romance los Serranos, los del Pinar, los del Yeso, los del Agua. Cada apellido de estos tiene su cabeza y señor, a quien todos acuden y obedecen, y éstos así juntos hacen el cuerpo de la república y ciudad. Mandan y gobiernan en paz, y en guerra también; y así, aquí en ésta hubo cuatro capitanes, de cada cuartel el suyo, mas el general de todo el ejército fue uno de ellos mismos que se llamaba Xicotencatl, y era de los del Yeso, y llevaba el estandarte de la ciudad, que es una grúa de oro con las alas tendidas y muchos esmaltes y argentería...

## Participación en la conquista de Tenochtitlan

### Victoria sobre el imperio azteca

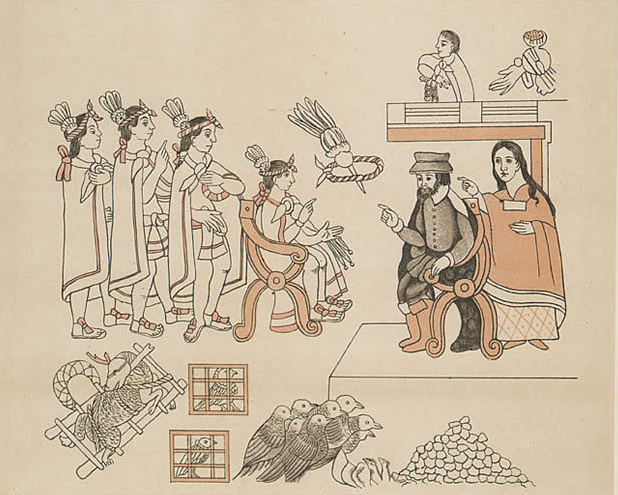
Diálogo en calidad de gobernantes de los cuatro señores de Tlaxcala y Cortés en la recién conquistada ciudad enemiga de Tenochtitlan. Lienzo de Tlaxcala.

... salieron primero a la ofensiva los guerreros de las cabeceras de Ocotelulco y Quiahuiztlan, mientras que los de Tizatlan y los de Tepeticpac quedaban en Tlacopan o Tacuba con Pedro de Alvarado ...

## Crónicas de la ciudad

### Bernal Díaz del Castillo

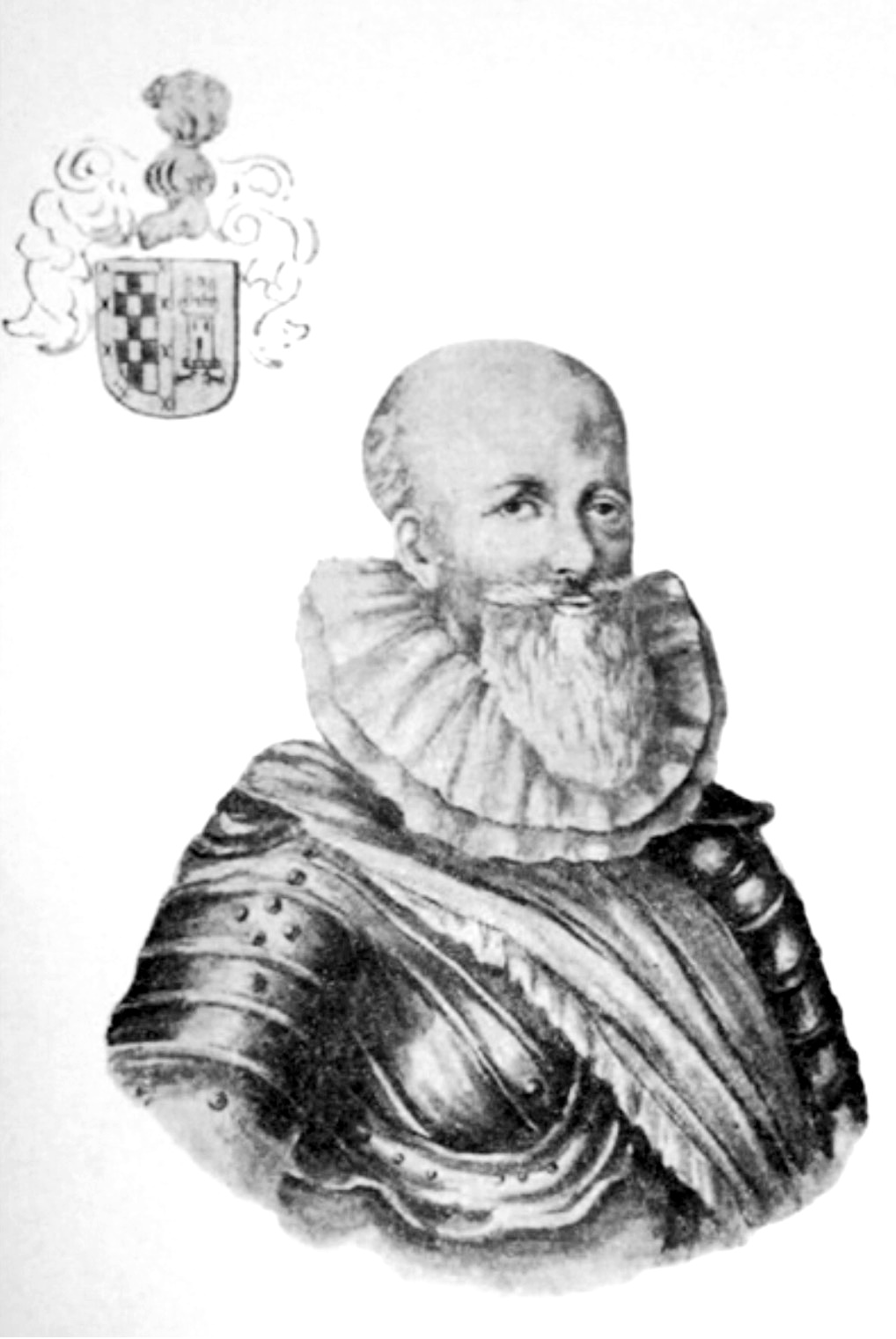
Bernal Díaz del Castillo

Bernal Díaz del Castillo en su Historia verdadera de la conquista de la Nueva España

... CÓMO VINIERON A NUESTRO REAL LOS CACIQUES VIEJOS DE TLAXCALA A ROGAR A CORTÉS Y A TODOS NOSOTROS QUE LUEGO NOS FUÉSEMOS CON ELLOS A SU CIUDAD,  Y LO QUE SOBRE ELLO PASÓ. Desde que los caciques viejos de toda Tlaxcala vieron que no íbamos a su ciudad, acordaron de venir en andas, y otros en hamacas y a cuestas, y otros a pie; los cuales eran los por mí ya nombrados que se decían Maseescaci, Xicotenga el Viejo y Guaxolocingo, Chichimeca Tecle, Tecpaneca de Topeyanco, los cuales llegaron a nuestro real con otra gran compañía de principales, y con gran acato hicieron a Cortés y a todos nosotros tres reverencias, y quemaron copal y tocaron las manos en el suelo y besaron la tierra. Y el Xicotenga el Viejo comenzó a hablar a Cortés de esta manera, y dijo: “Malinchi, Malinchi: muchas veces te hemos enviado a rogar que nos perdones porque salimos de guerra, y ya te enviamos a dar nuestro descargo, que fue por defendernos del malo de Montezuma y sus grandes poderes, porque creíamos que erais de su bando y confederados, y si supiéramos lo que ahora sabemos, no digo yo saliros a recibir a los caminos con muchos bastimentos, sino tenéroslos barridos, y aun fuéramos por vosotros a la mar adonde teníais vuestros acales (que son navíos), y pues ya nos habéis perdonado, lo que ahora os venimos a rogar yo y todos estos caciques, es que vayáis luego con nosotros a nuestra ciudad, y allí os daremos de lo que tuviéremos, y os serviremos con nuestras personas y haciendas. Y mira, Malinche, no hagas otra cosa, sino luego nos vamos, y porque tememos que por ventura te habrán dicho esos mexicanos alguna cosa de falsedades y mentiras de las que suelen decir de nosotros, no los creas ni los oigas, que en todo son falsos; y tenemos entendido que por causa de ellos no has querido ir a nuestra ciudad”.

Y Cortés respondió con alegre semblante y dijo que bien sabía desde muchos años antes pasados, y primero que a estas sus tierras viniésemos, cómo eran buenos, y que de eso se maravilló cuando nos salieron de guerra, y que los mexicanos que allí estaban aguardaban respuesta para su señor Montezuma; y a lo que decían que fuésemos luego a su ciudad, y por el bastimento que siempre traían y otros cumplimientos, que se lo agradecía mucho y lo pagará en buenas obras, y que ya se hubiera ido si tuviera quién nos llevase los tepuzques, que son las lombardas. Y luego que oyeron aquella palabra sintieron tanto placer, que en los rostros se conoció, y dijeron: “Pues, ¿cómo por eso has estado y no lo has dicho?” Y en menos de media hora traen sobre quinientos indios de carga, y otro día muy de mañana comenzamos a marchar camino de la cabecera de Tlaxcala, con mucho concierto, así artillería como de caballo y escopetas y ballesteros y todos los demás, según lo teníamos de costumbre. Ya había rogado Cortés a los mensajeros de Montezuma que se fuesen con nosotros para ver en qué paraba lo de Tlaxcala, y desde allí los despacharía, y que en su aposento estarían por que no recibiesen ningún deshonor, porque según dijeron temíanse de los tlaxcaltecas.
Antes que más pase adelante quiero decir cómo en todos los pueblos por donde pasamos y en otros en donde tenían noticia de nosotros, llamaban a Cortés Malinche, y así lo nombraré de aquí adelante, Malinche, en todas las pláticas que tuviéramos con cualesquier indios, así de esta provincia como de la ciudad de México, y no le nombraré Cortés sino en parte que convenga. Y la causa de haberle puesto este nombre es que como doña Marina, nuestra lengua, estaba siempre en su compañía, especial cuando venían embajadores o pláticas de caciques, y ella lo declaraba en la lengua mexicana, por esta causa le llamaban a Cortés el capitán de Marina, y para más breve le llamaron Malinche; y también se le quedó este nombre a un Juan Pérez de Artiaga, vecino de la Puebla, por causa que siempre andaba con doña Marina y con Jerónimo de Aguilar aprendiendo la lengua, y a esta causa le llamaban Juan Pérez Malinche, que es renombre de Artiaga de obra de dos años a esta parte lo sabemos. He querido traer algo de esto a la memoria, aunque no había para qué, por que se entienda el nombre de Cortés de aquí adelante, que se dice Malinche, y también quiero decir que desde que entramos en tierra de Tlaxcala hasta que fuimos a su ciudad se pasaron veinticuatro días; y entramos en ella a veinte y tres de setiembre de mil quinientos diez y nueve años. Y vamos a otro capítulo, y diré lo que allí nos avino.
CÓMO FUIMOS A LA CIUDAD DE TLAXCALA, Y LO QUE LOS CACIQUES VIEJOS HICIERON, DE UN PRESENTE QUE NOS DIERON Y CÓMO TRAJERON SUS HIJAS Y SOBRINAS, Y LO QUE MÁS PASÓ. Como los caciques vieron que comenzaba a ir nuestro fardaje camino de su ciudad, luego se fueron adelante para mandar que todo estuviese muy aparejado para recibirnos y para tener los aposentos muy enramados. Y ya que llegábamos a un cuarto de legua de la ciudad, sálennos a recibir los mismos caciques que se habían adelantado, y traen consigo sus hijos y sobrinos y muchos principales, cada parentela y bando y parcialidad por sí; porque en Tlaxcala había cuatro parcialidades, sin la de Tecapaneca, señor de Topeyanco, que eran cinco; y también vinieron de todos los lugares sus sujetos, y traían sus libreas diferenciadas, que, aunque eran de henequén eran muy primas y de buenas labores y pinturas, porque algodón no lo alcanzaban. Y luego vinieron los papas de toda la provincia, que había muchos por los grandes adoratorios que tenían, que ya he dicho que entre ellos se dicen cúes, que son donde tienen sus ídolos y sacrifican. Y traían aquellos papas braseros con ascuas de brasas, y con sus inciensos, sahumando a todos nosotros; y traían vestidos algunos de ellos ropas muy largas, a manera de sobrepellices, y eran blancas, y traían capillas en ellos, querían parecer como a las de las que traen los canónigos, como ya lo tengo dicho, y los cabellos muy largos y engreñados, que no se pueden desparcir si no se cortan, y llenos de sangre, que les salía de las orejas, que en aquel día se habían sacrificado, y abajaban las cabezas, como a manera de humildad, cuando nos vieron, y traían las uñas de los dedos de las manos muy largas; y oímos decir que [a] aquellos papas tenían por religiosos y de buena vida.

Y junto a Cortés se allegaron muchos principales, acompañándole, y desde que entramos en lo poblado no cabían por las calles y azoteas de tantos indios e indias que nos salían a ver con rostros muy alegres, y trajeron obra de veinte piñas, hechas de muchas rosas de la tierra, diferenciados los colores y de buenos olores, y los dan a Cortés y a los demás soldados que les parecían capitanes, especial a los de caballo ; y desde que llegamos a unos buenos patios, adonde estaban los aposentos, tomaron luego por la mano a Cortés y Xicotenga el Viejo y Maseescaci y les meten en los aposentos, y allí tenían aparejados para cada uno de nosotros, a su usanza, unas camillas de esteras y mantas de henequén, y también se aposentaron los amigos que traíamos de Cempoal y de Zocotlán cerca de nosotros. Mandó Cortés que los mensajeros del gran Montezuma se aposentasen junto con su aposento...

### Hernán Córtes

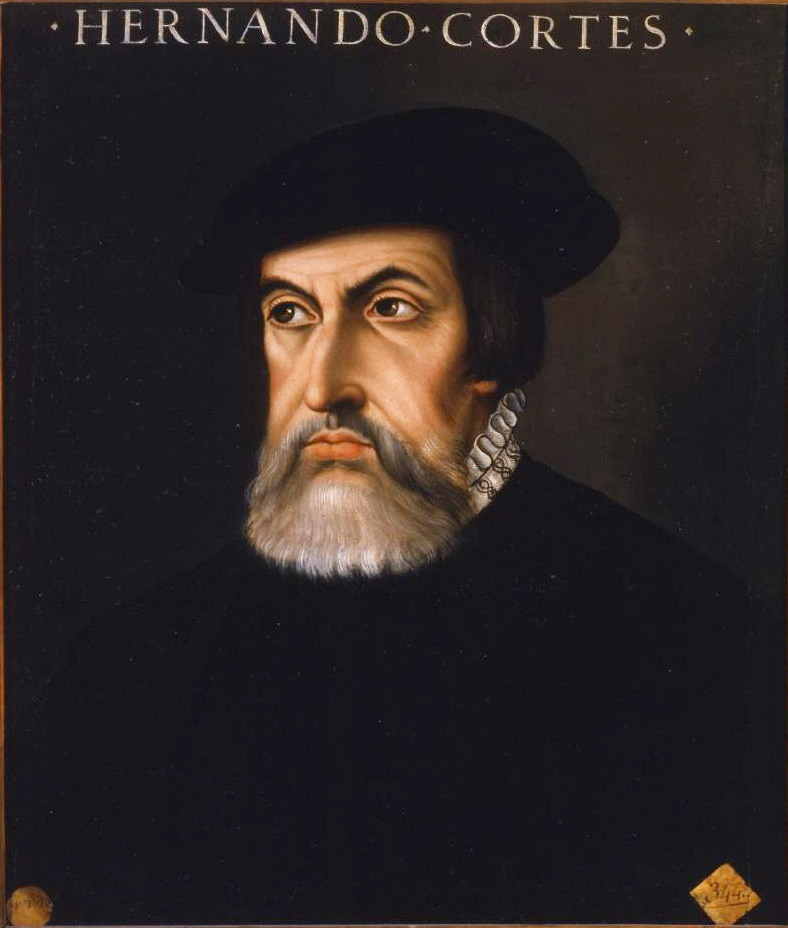
Hernán Cortés

Descripción en la carta de relación de Hernán Cortés enviada a su sacra majestad emperador Carlos V el 30 de octubre de 1520 desde la Nueva España.

... Y así estuve sin salir de aquel aposento y real que allí tenía seis o siete días, porque no me osaba fiar de ellos puesto que me rogaban que me viniese a una ciudad grande que tenían donde todos los señores de su provincia residían y residen, hasta tanto que todos los señores me vinieron a rogar que me fuese a su ciudad, porque allí sería mejor recibido y provisto de las cosas necesarias, que no en el campo y porque ellos tenían vergüenza en que yo estuviese tan mal aposentado, pues me tenían por su amigo y ellos y yo éramos vasallos de vuestra alteza y  por su ruego me vine a la ciudad que está seis leguas del aposento y real que yo tenía, la cual ciudad es tan grande y de tanta admiración que aunque mucho de lo que de ella podría decir dejé, lo poco que diré creo que es casi increíble, porque es muy mayor que Granada y muy más fuerte y de tan buenos edificios y de muy mucha más gente que Granada tenía al tiempo que se ganó y muy mejor abastecida de las cosas de la tierra, que es de pan y de aves y caza y pescado de ríos y de otras legumbres y cosas que ellos comen muy buenas.

Hay en esta ciudad un mercado en que cotidianamente todos los días hay en él de treinta mil ánimas arriba vendiendo y comprando, sin otros muchos mercadillos que hay por la ciudad en partes. En este mercado hay todas cuantas cosas así de mantenimiento como de vestido y calzado que ellos tratan y puede haber. Hay joyerías de oro y plata y piedras y de otras joyas de plumajes, tan bien concertado como puede ser en todas las plazas y mercados del mundo. Hay mucha loza de muchas maneras y muy buena y tal como la mejor de España. Venden mucha leña y carbón y yerbas de comer y medicinales. Hay casas donde lavan las cabezas como barberos y las rapan. Hay baños. Finalmente, que entre ellos hay toda la manera de buena orden y policía, y es gente de toda razón y concierto, y tal que lo mejor de África no se le iguala.
Es esta provincia de muchos valles llanos y hermosos, y todos labrados y sembrados sin haber en ella cosa vacua. Tiene en torno la provincia noventa leguas y más. La orden que hasta ahora se ha alcanzado que la gente de ella tiene en gobernarse es casi como las señorías de Venecia y Génova o Pisa, porque no hay señor general de todos. Hay muchos señores y todos residen en esta ciudad, y los pueblos de la tierra son labradores y son vasallos de estos señores y cada uno tiene su tierra por sí. Tienen unos más que otros. Y para sus guerras que han de ordenar júntanse todos y todos juntos las ordenan y conciertan.

Créese que deben de tener alguna manera de justicia para castigar los malos, porque uno de los naturales de esta provincia hurtó cierto oro a un español y yo lo dije a aquel Magiscacin, que es el mayor señor de todos, e hicieron su pesquisa y siguiéronlo hasta una ciudad que está cerca de allí que se dice Churultecal y de allí lo trajeron preso y me lo entregaron con el oro y me dijeron que yo lo hiciese castigar. Yo les agradecí la diligencia que en ello pusieron y les dije que pues estaba en su tierra, que ellos le castigasen como lo acostumbraban, y que yo no me quería entremeter en castigar a los suyos estando en su tierra, de lo cual me dieron gracias. Y lo tomaron, y con pregón público que manifestaba su delito le hicieron llevar por aquel gran mercado y allí le pusieron al pie de uno como teatro que está en medio del dicho mercado. Y encima del teatro subió el pregonero y en altas voces tornó a decir el delito de aquél, y viéndolo todos, le dieron con unas porras en la cabeza hasta que lo mataron. Y muchos otros habemos visto en prisiones que dicen que los tienen por hurtos y cosas que han hecho. Hay en esta provincia, por visitación que yo en ella mandé hacer, cieno y cincuenta mil vecinos con otra provincia pequeña que está junto con ésta que se dice Guasyncango que viven a la manera de estos sin señor natural, los cuales no menos están por vasallos de Vuestra Alteza que estos tascalteca ...

### Francisco Cervantes de Salazar
Francisco Cervantes de Salazar en su Crónica de la Nueva España

... Cortés, viendo que aquellas palabras salían de verdadero corazón y que tanta importunidad con tanta seguridad no podía nascer sino de amor y amistad entera, y viendo que los de Cempoala, de quien tanto se confiaba, se lo importunaban y rogaban, determinó cargar todo el fardaje en los tamemes y llevar el artillería. Partió luego en pos della para Tlaxcala, que estaba de allí seis leguas, con el orden y concierto que solía llevar para dar batalla; dejó en la torre y asiento del real, donde tantas veces había sido victorioso, cruces y mojones de piedra. Salió a recibir al camino buen trecho de la ciudad toda la nobleza de Tlaxcala con rosas y flores olorosas en las manos, las cuales daban a los nuestros; salieron todos vestidos de fiesta. Entró de esta manera con un gran baile, que iba delante, en Tlaxcala a diez e ocho de septiembre. Era tanta la gente que por las calles había, que para ir a su aposento tardó más de tres horas. Aposentase en el templo mayor, que era muy suntuoso; tenía tantos y tan buenos aposentos que cupieron todos los nuestros en él; aposentó Cortés de su mano a los indios amigos que consigo traía, de que ellos recibieron mucho favor; y porque nunca estaba descuidado, puso ciertos límites y señales hasta do pudiesen salir los suyos, mandándoles so graves penas no saliesen de allí, proveyendo so las mismas penas que nadie tomase más de lo que le diesen, ni se atreviese a hacer algún desabrimiento, por liviano que fuese, lo cual cumplieron muy al pie de la letra, porque aún para ir a un arroyo bien cerca del templo, le pedían licencia...

... Tenía cuatro barrios que se llamaban Tepeticpac, Ocotelulco, Tizatlán, Quiahuztlán. El primero estaba en un cerro alto, lejos del río más de media legua, y porque estaba en sierra le llamaban Tepeticpac, que es «como sierra». Esta fue la primera población que allí hubo; estaba tan alta por causa de las guerras. El otro descendía la ladera abajo hasta llegar al río; y porque allí había pinos cuando se pobló, lo llamaron Ocotelulco, que quiere decir «pinar». Esta era la mejor y más poblada parte de la ciudad, donde estaba la plaza mayor, en que hacían su mercado, que se llama tianquistli. Aquí tenía sus casas Magiscacín, que eran las más soberbias y suntuosas de la ciudad y provincia. El río arriba en lo llano había una población que se decía Tizatlán, por haber allí cierta tierra muy blanca que paresce yeso y más propiamente cerusa. Tenía allí su casa con mucha gente de guarnición Xicoténcatl, Capitán general de la República. El otro barrio estaba también en llano, río abajo, y por ser el suelo anegadizo y aguazal se dijo Quiahuztlán, que quiere decir «tierra donde llueve».
Era, finalmente, esta ciudad mayor que Granada, más fuerte y de mucha más gente, bastecida en gran manera de las cosas de la tierra, que eran pan, gallipavos, caza y pescado de los ríos; abundancia de frutas y de algunas legumbres que ellos comen; es la tierra más fría que caliente; fuera de la ciudad, que lo más della es áspero, tiene muy buenas y llanas salidas; dentro, en casas de hombres principales, muchas y buenas fuentes. Había todos los días en la plaza mayor mercado, donde concurrían más de treinta mil personas, trocando unas cosas por otras, porque moneda, que es el precio común con que las cosas se compran, no la había; había también en otras plazas menores otros mercados de menos contratación, en todos los cuales lo que se rescataba era vestido, calzado, joyas de oro y plata, piedras preciosas y otras para enfermedades, plumajes, semillas, frutas y otras cosas de comer. Había mucha loza de todas maneras y tan buena como se podía haber en España. Tenía y tiene esta provincia muchos valles y muy hermosos, todos labrados y sembrados, sin haber en ellos cosa vacía, aunque ahora, por darse a las contrataciones y ser demasiadamente sobrellevados, trabajan poco en el cultivar la tierra.

Tiene en torno la provincia noventa leguas. Era república como la de Venecia, Génova y Pisa, porque no había General señor de todos; La gobernaban los nobles y ricos hombres, especialmente aquellos cuatro señores, ca decían que era tiranía que uno solo los gobernase, porque no podía saber tanto como muchos. Los cuatro señores eran también Capitanes, pero sacaban de entre ellos el que había de ser General; en la guerra, al acometer y en el marchar, el pendón iba detrás, y acabada o en el alcance, le hincaban donde todos le viesen; al que no se recogía, los castigaban bravamente. La ceremonia y superstición con que emprendían la guerra era que tenían los saetas como sanctas reliquias de los primeros fundadores, llevaban a la guerra dos principales Capitanes o dos muy valientes soldados, agüereando la victoria o la pérdida con tirar una dellas a los enemigos que primero topaban; si mataba o hería, era señal de victoria, y si no, de pérdida. Por ninguna cosa dejaban de cobrar la saeta, aunque fuese con pérdida de muchos...

### Fray Toribio de Benavente

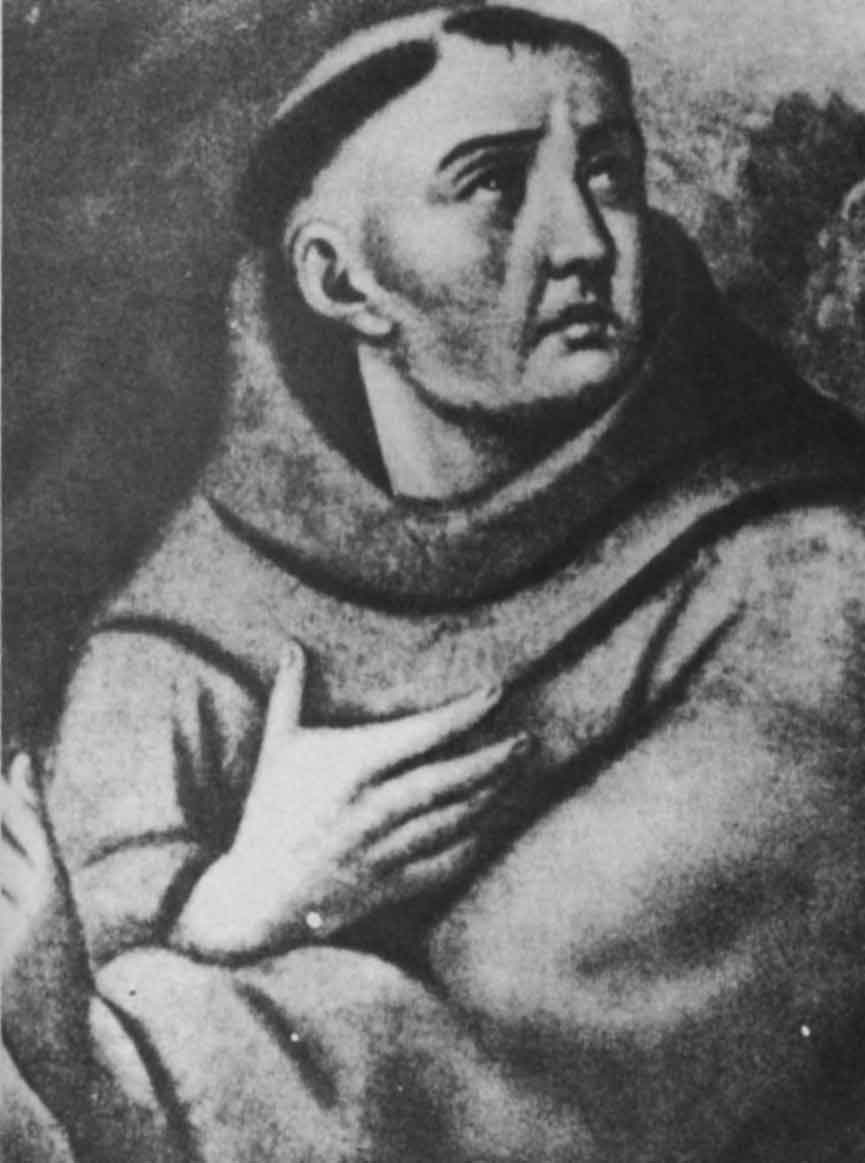
Fray Toribio de Benavente

Toribio de Benavente en Historia de los indios de la Nueva España

... Sin las fiestas ya dichas, había otras muchas, en cada provincia, y a cada demonio le servían de su manera, con sacrificios y ayunos y otras diabólicas ofrendas, especialmente en Tlaxcala, Huexuzinco [y] Cholola, que eran señoríos por sí. En todas estas provincias que son comarcas y venían de un abolengo, todos adoraban y tenían un dios por más principal, a el cual nombraban por tres nombres. Los antiguos que estas provincias poblaron, fueron de una generación; pero después que se multiplicaron, hicieron señoríos distintos, y hubo entre ellos grandes bandos y guerras. En estas tres provincias se hacían siempre crueles y grandes sacrificios y muy crueles, porque como todos estaban cercados de provincias sujetas a México, que eran sus enemigos, y entre sí mismos tenían continuas guerras, había entre ellos hombres prácticos en la guerra, y de buen ánimo y fuerzas, especial [mente] en Tlaxcala, que es la mayor de estas provincias, y aun de gente algo más dispuesta y crecida y guerrera, y es de las enteras y grandes provincias, y más poblada de la Nueva España, como se dirá adelante.  Estos naturales, tenían de costumbre en sus guerras de tomar cautivos para sacrificar a sus ídolos, y a esta causa, en la batalla arremetían y entraban hasta abrazarse con el que podían, y sacábanle fuera y atábanle cruelmente. En esto se mostraban y señalaban los valientes...

... En el mismo dicho día [morían] sacrificados otros muchos en las provincias de Huexuzinco, Tepeyacac y Zacatlan, porque en todas ellas honraban a aquel ídolo grande Camaxtli por principal dios; y esto hacían casi con las mismas ceremonias que los tlaxcaltecas, salvo que en ninguna sacrificaban tantos ni tan gran multitud como en esta provincia, por ser mayor y de mucha más gente de guerra, y ser más animosos y esforzados para matar y prender los enemigos; que me dicen que había hombre que los muertos y presos por su persona pasaban de un ciento, y otros de ochenta, y cincuenta, todos tomados y guardados para sacrificarlos. Pasado aquel nefando día, el día siguiente tornaban a hacer conmemoración, y le sacrificaban otros quince o veinte cautivos. Tenían asimismo otras muchas fiestas, en especial el postrero día de los meses, que era de veinte días en veinte; y éstas hacían con diversas ceremonias y homicidios, semejables a los que hacían en las otras provincias de México; y en esto también excedía esta provincia a las otras, en matar y sacrificar por año más niños y niñas que en otra parte; en lo que hasta ahora he alcanzado, estos inocentes niños los mataban y sacrifican al dios del agua ...

## Señoríos y pueblos confederados

Límites territoriales de la Triple Alianza (s. XVI).

### Otomís
En la Confederación de Tlaxcala se refugiaban los xaltocamecas u otomíes, otomís y chalcas, se les otorgaban tierras con la condición de acatar como señores a los cuatro caciques del Señorío de Tlaxcala, lo que implicaba el pago de tributo y terrazgo (renta), además del deber de estar permanentemente en armas y sobre aviso como defensores de las tierras frente a los mexicas.